# Brittany Denson
Brittany Janelle Denson (Lakeland, 10 luglio 1987) è un'ex cestista statunitense naturalizzata libanese.

## Carriera
Con il Libano ha disputato due edizioni dei Campionati asiatici (2011, 2021).